# كارلا فيراري
كارلا فيراري (بالفرنسية: Carla Ferrari)‏ هي طاهية فرنسية، ولدت في 1996.